# Boulevard Che-Guevara
Le boulevard Che-Guevara est une voie d'Alger.

## Situation et accès
Il s'agit d'un large boulevard d'Alger qui offre une vue en terrasse sur le port qu'il surplombe de 15 m. Il est constitué d'immeubles haussmanniens à arcades, sous lesquelles sont installés des magasins. Il est situé dans la commune de la Casbah et constitue une petite partie du boulevard du front de mer face au port d'Alger, dans le prolongement du boulevard Zighoud-Youcef.
Il est accessible avec les bus de l'ETUSA, lignes 2, 5, 7, 8, 36, 90, 101.

## Origine du nom
Le nom du boulevard est dédié à la mémoire du révolutionnaire latino américain et internationaliste Che Guevara (1928-1967).

## Historique

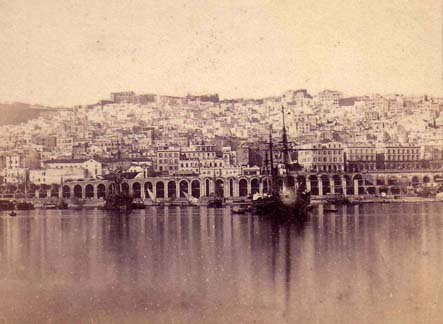
Construction du boulevard de l'Impératrice en 1863

Le boulevard est conçu par l'architecte Frédéric Chassériau entre 1860 et 1871 au-dessus de voûtes qui donnent sur le port. Pendant la période coloniale française, il a porté le nom de « boulevard de l'Impératrice » (sous le Second Empire, en hommage à Eugénie de Montijo) puis celui de « boulevard de la République » (sous la IIIe République).
Il a vocation à constituer à la fois un rempart et une promenade. Il remplace des maisons et des fortifications ottomanes. Il est inauguré par Napoléon III, le 18 septembre 1865, alors que le chantier n'est pas terminé. Dans les années 1890, le boulevard est relié au quartier de la Marine.

## Bâtiments remarquables et lieux de mémoire
- no 7 : Bâtiment de la Banque d'Algérie
- no 8 : Siège de la Banque nationale d'Algérie (BNA)